# Deutsch-Slowenische Industrie- und Handelskammer
Die Deutsch-Slowenische Industrie- und Handelskammer (Abkürzung: AHK Slowenien, slowenisch: Slovensko-nemška gospodarska zbornica) mit Sitz in Ljubljana, Poljanski nasip 6, ist Teil des Netzes der deutschen Auslandshandelskammern, die an 120 Standorten in 80 Ländern präsent sind.
Gegründet wurde die AHK Slowenien im Oktober 2006 als Nachfolgerin des Verbandes der Deutschen Kaufmannschaft. Im Auftrag der Bundesrepublik Deutschland vertritt sie mit dem Ziel der Außenwirtschaftsförderung die Interessen der deutschen Unternehmen in den bilateralen Wirtschaftsbeziehungen. Zu den Aufgaben der Kammer gehört es, die Beziehungen zwischen den Geschäftsleuten und Unternehmen aus Slowenien und Deutschland zu fördern. Sie vertritt zudem das Gesamtinteresse ihrer Mitgliedsunternehmen gegenüber der slowenischen Politik, Wirtschaft und Gesellschaft.

## Mitglieder
Die AHK Slowenien vertritt die Interessen von über 250 Mitgliedern (Stand 2021) aus diversen Branchen. Am stärksten vertreten sind Anbieter von Unternehmensdienstleistungen, Unternehmen aus der Automobilindustrie sowie IHKs, Verbände und Institutionen. Einige Mitglieder sind in den verschiedenen Arbeitskreisen der AHK organisiert. In diesem Rahmen findet zu den Themen Energie, Personal und Ausbildung sowie zur Mitgliederentwicklung ein regelmäßiger Austausch statt. Elf Mitglieder bilden den Vorstand der Kammer, dessen Vorsitzende die Geschäftsführerin der Kammer, Dagmar von Bohnstein, ist.

## Dienstleistungen
Der Kammer angeschlossen ist die Marketinggesellschaft DESLO-AHK d.o.o., die für alle Dienstleistungen zuständig ist. Die DESLO-AHK d.o.o. bietet sowohl für deutsche Unternehmen als auch für solche vor Ort im Rahmen eines weltweit einheitlichen Portfolios Auskunfts-, Beratungs- und Informationsdienste an. Diese umfassen die vier Kerndienstleistungsgruppen Marktberatung, Rechtsberatung, Messen und Mitgliederservice.

## Veranstaltungen
In ihrer Funktion als Forum für die bilaterale Wirtschaft und Politik organisiert die AHK Slowenien jährlich bis zu 40 Veranstaltungen. Bei Branchentreffen oder Firmenbesuchen findet ein Erfahrungsaustausch zwischen den verschiedenen Wirtschaftsvertretern statt. Daneben werden regelmäßig Workshops, Symposien und Vorträge zu spezifischen Themen angeboten. Events wie der seit 2010 jährlich stattfindende „Deutsche Ball“ bieten eine Möglichkeit für Networking. Schließlich betreut die AHK Slowenien regelmäßig Delegationsreisen.

## Branchen
Die AHK Slowenien veranstaltet Zusammenkünfte und Symposien für verschiedene Branchen. Neben der Vertretung der Deutschen Agrar- und Ernährungswirtschaft und der Deutschen Zentrale für Tourismus, engagiert sie sich besonders in den Bereichen Erneuerbare Energien und Energieeffizienz. Zu diesem Themenkomplex führt die Auslandshandelskammer im Auftrag des Bundeswirtschaftsministeriums regelmäßig Geschäftsreiseprogramme durch.

## Vertretungen
Unter dem Dach der AHK Slowenien sind die Messevertretungen der Koelnmesse, der Deutsche Messe AG sowie der Kooperationsbörse b2fair organisiert. Die Wirtschaftsförderungsgesellschaft der Bundesrepublik Deutschland, Germany Trade & Invest, wird seit 2008 durch die AHK Slowenien in Ljubljana vertreten, die Deutsche Agrar- und Ernährungswirtschaft seit 2009. Seit dem 1. Januar 2010 ist auch die Deutsche Zentrale für Tourismus über die AHK in Slowenien präsent. Zudem hat die Kammer eine Kooperation mit der VFW GmbH.